# ترنج (شهر)
تُرَنج (به لاتین: Turunç) شهری در ترکیه است که در اژه (ابهام‌زدایی) واقع شده‌است.